# Вестфальская академия наук
Рейнско-Вестфальская академия наук (нем. Nordrhein-Westfälische Akademie der Wissenschaften und der Künste, также Академия наук и искусств Северного-Рейна-Вестфалии) — общественная некоммерческая организация, главный научно-исследовательский центр западной и северо-западной Германии, член Союза академий наук Германии.

## История
Идея создания учёного общества в королевстве Вестфалия впервые стала предметом официального обсуждения в 1815 году, но была реализована лишь 155 лет спустя. При фактическом отсутствии внимания к этому вопросу со стороны вестфальского правительства, в 1911—1915 годах на общественных началах было создано «Рейнское общество научных исследований» (нем. Rheinische Gesellschaft für wissenschaftliche Forschung). Основанное в преддверии Великой войны, это Общество не смогло наладить свою работу; к тому же отсутствие государственной поддержки в 1920—1930 годы предопределило острую нехватку финансирования.
В период восстановления немецкого государства после Второй мировой войны вновь был поднят вопрос о создании на Северо-Западе Германии централизованного научно-исследовательского центра, функционирующего на регулярной основе и за счёт средств государственного бюджета. 25 апреля 1950 года премьер-министр земли Северный Рейн-Вестфалия Карл Арнольд подписал распоряжение о формировании Исследовательского центра во главе с министром вестфальского правительства, профессором Лео Брандтом. 11 мая 1960 года был заложен первый камень в основании «Karl-Arnold-Haus» — здания для будущей вестфальской Академии наук.
Форсировать порядком затянувшийся процесс создания Академии решил новый премьер-министр Вестфалии Хайнц Кюн (нем. Heinz Kühn), внёсший 11 июня 1969 года Устав Академии на рассмотрение ландтага. Всего через две недели ландтаг утвердил документ, а 6 мая 1970 года состоялось торжественное открытие Рейнско-Вестфальской академии наук и искусств .
В день своего 23-летия (1993) учреждение изменило название, для более точного соответствия официальному наименованию федеральной земли: «Академия наук и искусств Северного-Рейна-Вестфалии». В 2004 году академия наук полностью вошла в состав административной системы и была подчинена Министерству инноваций, науки, исследований и технологий Северного Рейна-Вестфалии. Впрочем, Президент академии подчиняется напрямую премьер-министру и сам входит в состав правительства федеральной земли.

## Структура
Академия наук Вестфалии имеет традиционное для немецких академических учреждений деление на классы, к настоящему моменту их насчитывается 4:
- Класс общественных (гуманитарных) наук (нем. Klasse der Geisteswissenschaften или нем. Klasse G) — имеет рабочие группы по теологии, философии и педагогике, обществознанию, истории, филологии, юриспруденции. Председатель — профессор Юрген Якобс (нем. Professor Dr. jur. Dr. phil. Jürgen C. Jacobs), специалист в области права [2].
- Класс естественных наук и медицины (нем. Klasse für Naturwissenschaften und Medizin или нем. Klasse NM) — в его подчинении находятся различные научно-исследовательские институты и центры соответствующей специализации, такие как: Институт молекулярной биологии, Центральная клиническая лаборатория Дюссельдорфа и др. Председатель — профессор Ханс Хатт (нем. Professor Dr. Dr. habil. Hanns Hatt), специалист в области психологии [3].
- Класс инженерии и экономических наук (нем. Klasse für Ingenieur- und Wirtschaftswissenschaften или нем. Klasse IW) — располагает несколькими проектными институтами и исследовательскими центрами, в том числе: Вестфальский институт экономической и социальной статистики, институт электротехники и др.,- а также объединяет сотрудников профильных кафедр вестфальских университетов. Председатель — профессор Буркхард Монин (нем. Professor Dr.rer. nat. Burkhard Monien), специалист в области теоретической информатики [4].
- Класс искусств (нем. Klasse der Künste или нем. Klasse K) — главным образом служит форумом и методологическим центром, координирующим работу исследователей в области теории и истории искусства. Председатель — профессор Петер Люнен (нем. Professor Dr. jur. Dr. h.c. Peter M. Lynen), специалист в области музыковедения [5].

Главой Академии наук является президент, осуществляющий управление академией совместно с Президиумом, в состав которого входят председатели всех классов и их заместители по должности. С 2006 года президентом является Манфред Нойман (нем. Manfred Johann Michael Neumann).

## Знаменитые сотрудники
Среди сотрудников Рейнско-Вестфальской академии наук 13 лауреатов Нобелевской премии, а также 24 лауреата Премии имени Лейбница.

## Президенты
- Манфред Нойман — с 2006 по 2010
- Hanns Hatt[нем.] — избран на трехлетний срок c 1 января 2010. В 2012 году избран повторно.